# Thorsten Andersson (civilingenjör)
Thorsten A. Andersson, född 22 januari 1926 i Väsby församling, död 10 oktober 1998 i Höganäs, var en svensk skeppsbyggnadsingenjör och byggde upp flera reparationsvarv.

## Biografi
Thorsten Andersson var son till sjökaptenen Algot Andersson och Anna Persson och växte upp i Lerberget. Han tog realexamen 1942 och efter studenten sökte han till Chalmers tekniska högskola och tog civilingenjörsexamen i skeppsbyggeri 1949. Andersson gifte sig 1949 med Eva-Lisa Persson (1925–1986) och började sitt första arbetet på Kockums mekaniska verkstad i Malmö. Våren 1950 fick han ett erbjudande att bli inspektör vid Broströmskoncernen i Göteborg.

### Lissabon

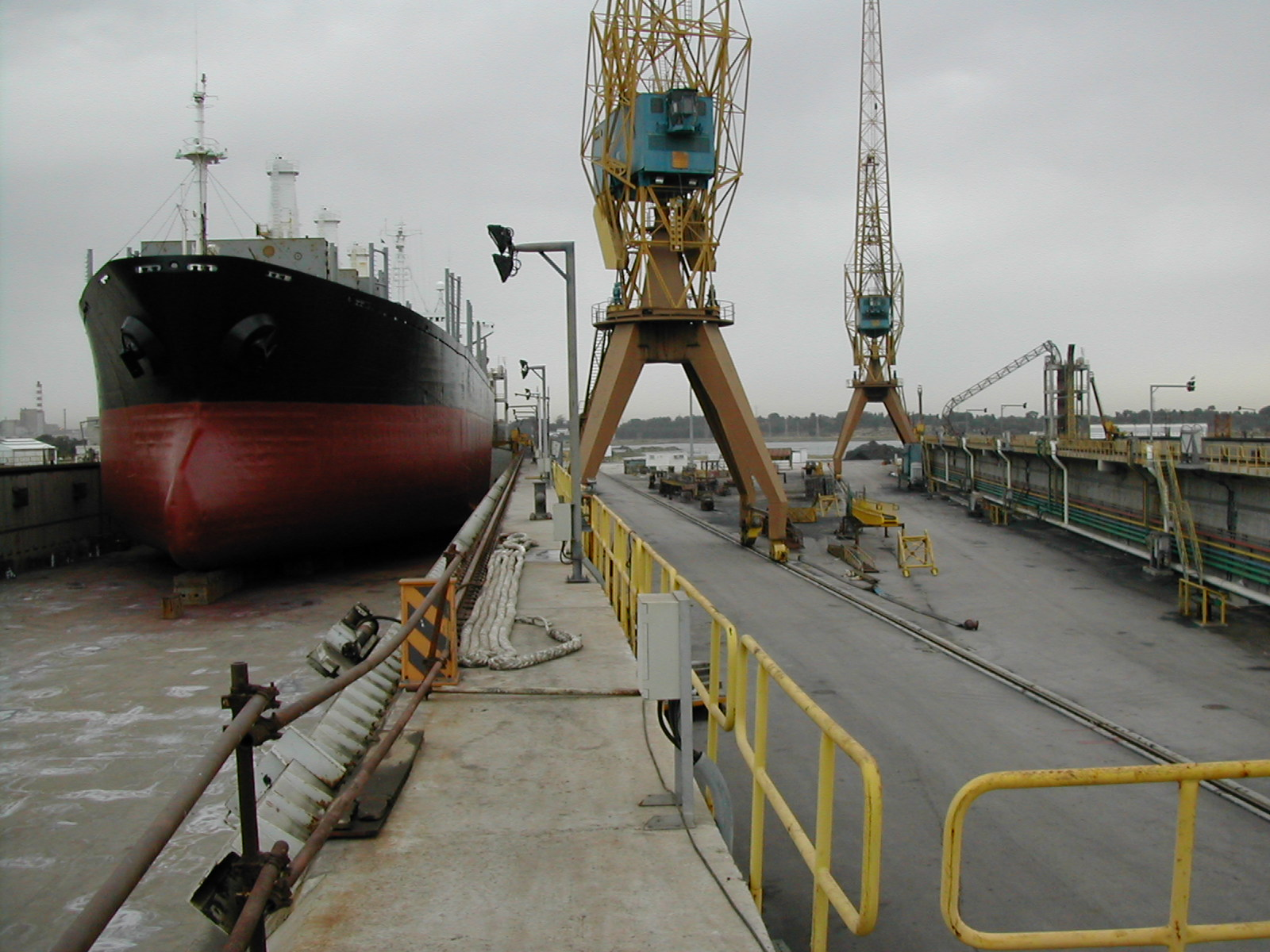
Lisnave Docka 31

Ett konsortium av fem varv hade bildats för att bygga ett reparationsvarv i Lissabon. Det bestod av ett portugisiskt varv, Lisnave, två holländska varv, Wilton-Fijenoord och två svenska varv, Eriksbergs Mekaniska Verkstad och Kockums varv. Portugiserna skulle äga 50 procent och tillsätta en chef och varven en chef. Andersson var känd även vid de holländska varven och blev vald till den utländske chefen. Familjen flyttade till Portugal och bosatte sig i Cascais, en förort till Lissabon. Det nya varvet byggdes på södra sidan av floden Tejo och invigdes 1967. Samma år stängdes Suezkanalen vilket gynnade Lisnave. Varvet gick bra och då uppbyggnadsfasen var över, tyckte styrelsen att man kunde nöja sig med en portugisisk varvschef. Andersson flyttade tillbaka till Göteborg.

### Göteborg

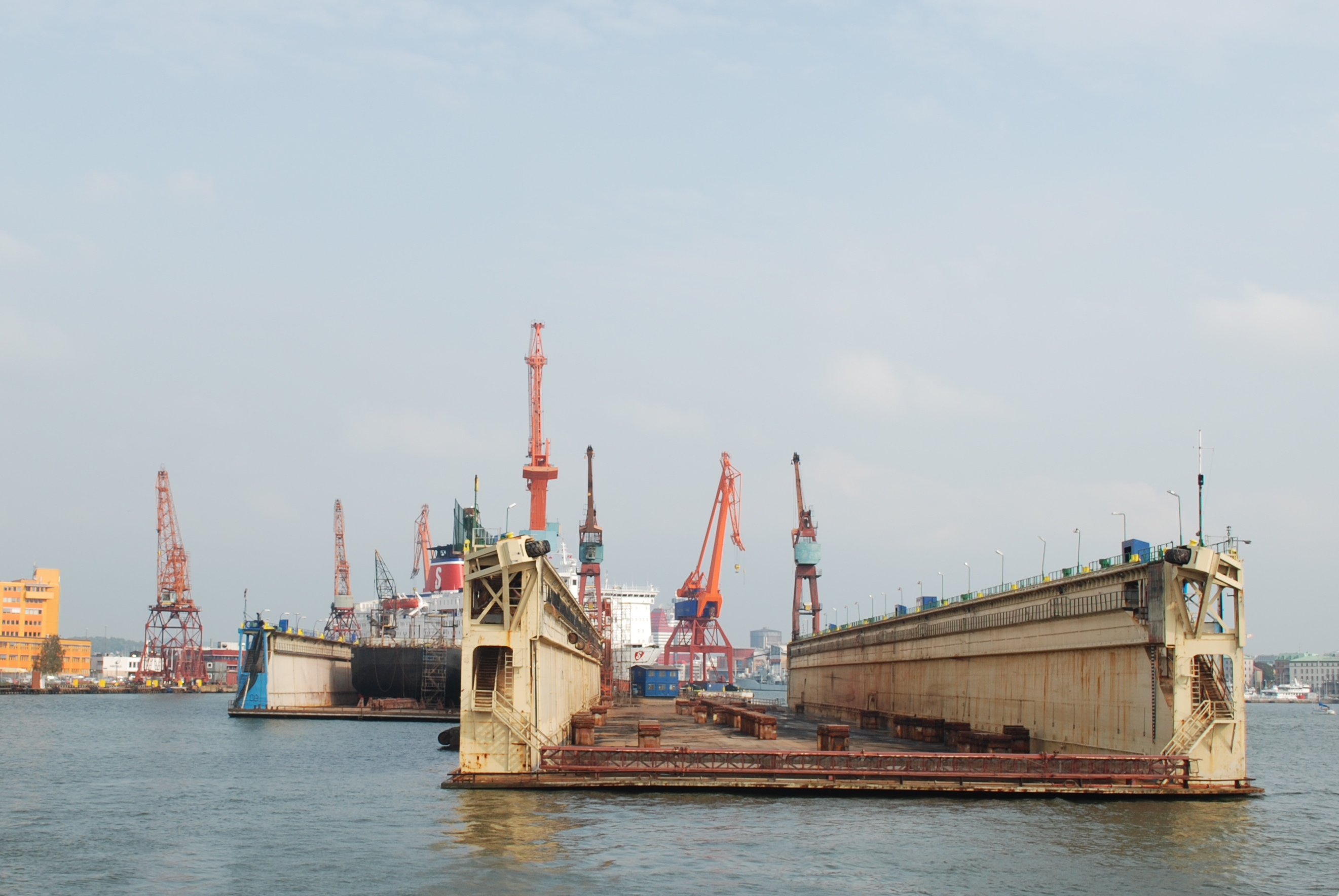
Cityvarvet september 2010

Andersson fick 1970 i uppdrag att förvandla Götaverken till ett modernt reparationsvarv. På grund av Oljekrisen 1973 hamnade göteborgsvarven i kris, Eriksberg och Lindholmens varv gick upp i Götaverkens reparationsverksamhet. Cityvarvet invigdes av Carl XVI Gustaf 1976. I slutet av 1970-talet blev de ekonomiska problemen för svensk varvsindustri ohanterliga och Andersson lämnade Cityvarvet.

### Syros, Grekland

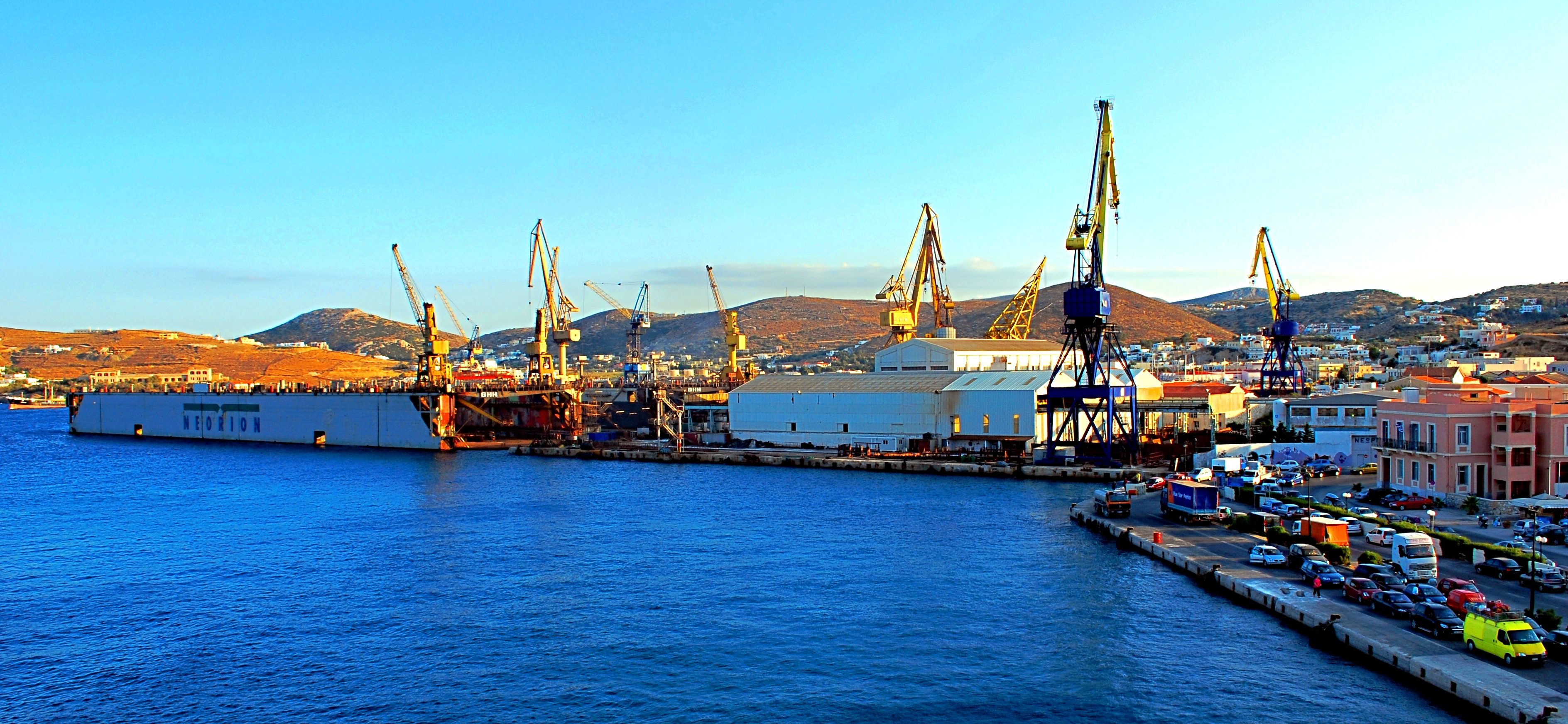
Neorionvarvet på ön Syros i Grekland

Andersson sökte sig till det engelska företaget A&P Group, ett konsultföretag i Glasgow som arbetade med varv i svårigheter. Hans första uppdrag blev som chef på varvet Neorion på ön Syros i Grekland.  Varvet hade problem med återkommande strejker. Andersson vände sig till öborna, hänvisade till Lysistrate och fick igång verksamheten. När Svartahavsflottan började anlita varvet intervenerade NATO och försökte stoppa reparationer av ryska fartyg.

### Dubai, Förenade Arabemiraten

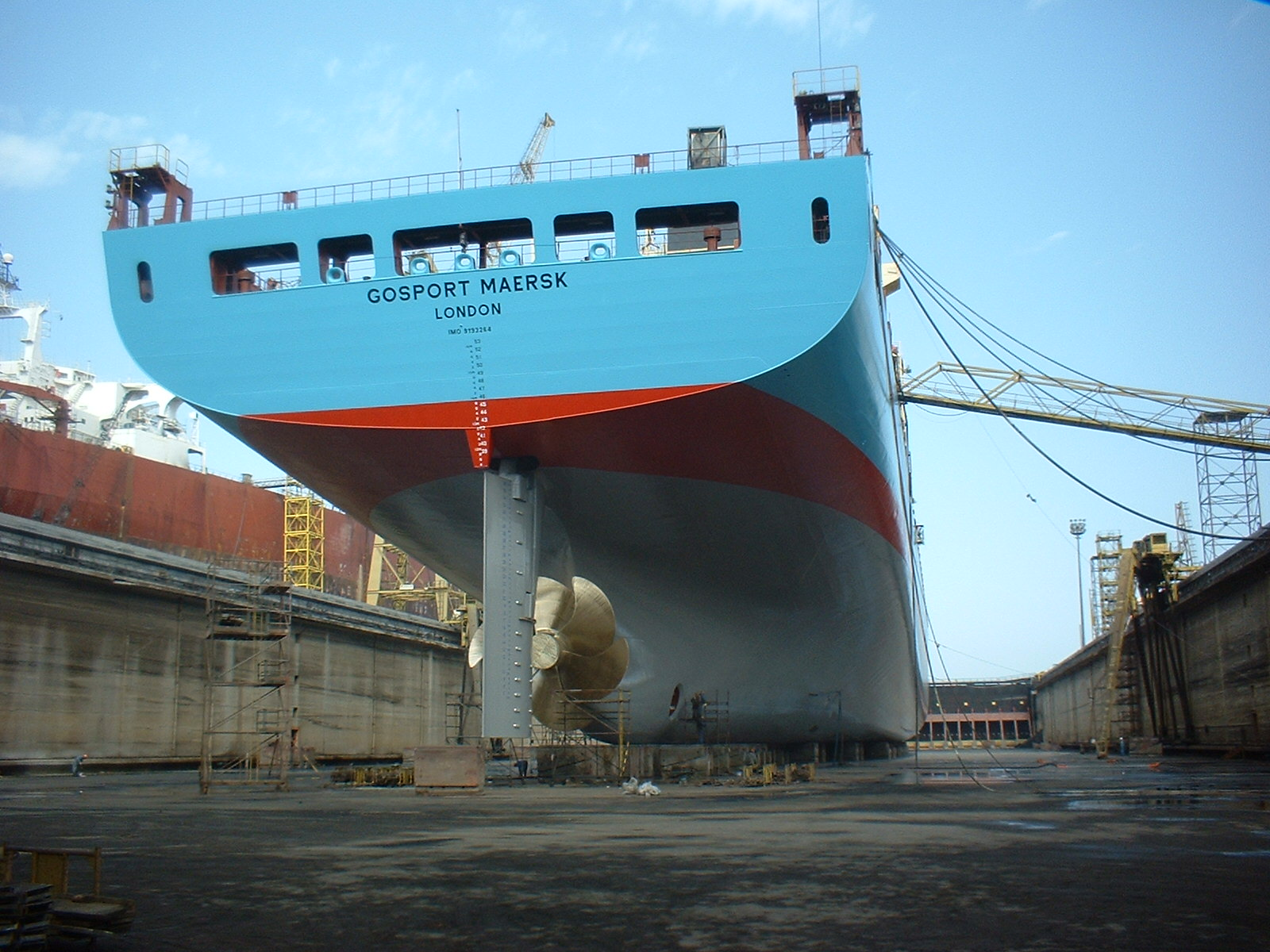
Danskt containerfartyg i Dubai

Mellan 1983 och 1985 var Andersson anställd av A&P gruppen som chef för Dubai Drydocks, ett nybyggt reparationsvarv i Dubai. Hans erfarenheter från Lisnave var ovärderliga. Varvet har tre dockor för fartyg mellan 350 000 och 500 000 ton, olika verkstäder och tankreningsstation.

### Höganäs
Efter dessa internationella uppdrag återvände Andersson till sitt hem Concordia i Lerberget. Han gick i pension 1988 och engagerade sig i Sveriges pensionärers intresseparti och i Kullens Hembygdsförening. Thorsten Andersson dog den 10 oktober 1998. Makarna Andersson är begravda på Väsby kyrkogård.